# Servilio Torres
Pascual Servilio Torres Pérez (ur. 14 maja 1938 w San Antonio de los Baños) – kubański strzelec, olimpijczyk, multimedalista imprez rangi kontynentalnej.

## Życiorys
Torres wziął udział w Letnich Igrzyskach Olimpijskich 1972, na których wystąpił w skeecie. Zajął w tej konkurencji 24. miejsce wśród 63 strzelców.
Wielokrotny medalista igrzysk panamerykańskich i igrzysk Ameryki Środkowej i Karaibów w skeecie. Podczas pierwszej z wymienionych imprez trzykrotnie stał na podium, zdobywając po jednym złotym, srebrnym i brązowym medalu. Indywidualnie był m.in. trzeci w 1971 roku i ósmy w 1975 roku. Na igrzyskach Ameryki Środkowej i Karaibów wywalczył pięć medali, w tym trzy złote, jeden srebrny i jeden brązowy. Indywidualnie był drugi w 1970 roku i trzeci w 1974 roku. Ostatnim jego międzynarodowym startem były Igrzyska Ameryki Środkowej i Karaibów 1978, na których zdobył złoto w skeecie drużynowym.
Po zakończeniu kariery został trenerem. Był również członkiem Kubańskiej Federacji Strzeleckiej.
Żonaty z Gracielą Rodríguez Carballo, z którą ma trzech synów. Jednym z nich jest Guillermo, sześciokrotny olimpijczyk.

## Wyniki olimpijskie
| Igrzyska       | Konkurencja | Wynik       | Miejsce | Źródło |
| -------------- | ----------- | ----------- | ------- | ------ |
| Monachium 1972 | Skeet       | 190 punktów | 24      | [ 2 ]  |